# 조대연
조대연(趙大衍, 음력 1888년 5월 24일~음력 1962년 9월 7일)은 대한민국의 국회의원이었다. 처음 이름은 초연(鍫衍), 자는 희수(羲數), 호는 소운(小雲)이다.

## 생애
1888년 충청도 충주목에서 태어났다. 대한제국 시절에 장영원 전사판임관(掌永院 典祀判任官) 5등에 임명되었다.
사립 대동법률전문학교를 졸업하고, 충주 엄정면장, 충주금융조합장, 연초경작조합 조합장, 식산주식회사 전무, 신계금융조합 조합장, 매일신보 지국장, 국민의회 대의원, 국민회 충주지부장, 독립촉성국민회 충북도 부위원장, 제2대 국회의원을 지냈다.

## 역대 선거 결과
|  | 19.87% |

|  | 7.24% |

|  | 45.9% |